# Byun Byung-joo
Dans ce nom coréen, le nom de famille, Byun, précède le nom personnel.
Byun Byung-joo (coréen : 변병주) (né le 26 avril 1961 à Paju en Corée du Sud) est un footballeur international sud-coréen, qui évoluait au poste d'attaquant, avant de devenir entraîneur.

## Biographie

### Carrière de joueur

#### Carrière en sélection
Avec l'équipe de Corée du Sud, il joue 67 matchs (pour 10 buts inscrits) entre 1981 et 1990. Il figure notamment dans le groupe des sélectionnés lors des coupes du monde de 1986 et de 1990. Il joue trois matchs lors du mondial 1986 et deux lors de l'édition 1990.
Il participe également aux JO de 1988, ainsi qu'aux coupes d'Asie des nations de 1984 et de 1988. Il dispute trois matchs lors du tournoi olympique.

## Palmarès
| Daewoo Royals - Championnat de Corée du Sud (1) : - Champion : 1987. - Vice-champion : 1983. - Ligue des champions de l'AFC (1) : - Vainqueur : 1986. |  | Corée du Sud - Coupe d'Asie des nations : - Finaliste : 1988. |